# Carmofur
Carmofur (INN) hoặc HCFU (1-hexylcarbamoyl-5-fluorouracil) là một chất tương tự pyrimidine được sử dụng như một chất chống ung thư. Nó là một dẫn xuất ưa mỡ của fluorouracil có thể dùng bằng đường uống.

## Sinh học
Thuốc carmofur là tiền chất được uống và hấp thụ trong ruột, khắc phục vấn đề thoái hóa 5-FU bởi dihydropyrimidine dehydrogenase. Khi ở trong một tế bào, carmofur được chuyển đổi thành 5-FU.

## Cơ chế hoạt động
Cơ chế hoạt động chính của carmofur được cho là do sự sản sinh 5-FU trong tế bào ung thư. Tuy nhiên, carmofur là một chất ức chế acid ceramidase (AC). AC phân hủy ceramide, một axit béo có tác dụng kích thích apoptosis, kiểm soát tăng sinh tế bào và sự biệt hóa của tế bào ung thư. Sự ức chế hoạt động AC làm tế bào khối u nhạy cảm hơn với tác động của các chất chống ung thư và phóng xạ. Carmofur, hiệu quả hơn nhiều so với temozolomide, đã được báo cáo là thuốc phân tử nhỏ có khả năng tiêu diệt u nguyên bào thần kinh đệm ở người lớn và trẻ em.

## Công dụng làm thuốc
Tiếp thị sản phẩm cho carmofur bắt đầu vào năm 1981. Carmofur cũng đã được sử dụng như hóa trị liệu bổ trợ cho bệnh nhân ung thư đại trực tràng được chữa khỏi tại Trung Quốc, Nhật Bản và Phần Lan trong nhiều năm. Các thử nghiệm và phân tích tổng hợp đã xác nhận rằng loại thuốc này có hiệu quả đối với bệnh nhân mắc loại ung thư này, giúp kéo dài sự sống của họ.

## Tác dụng phụ
Giống fluorouracil, carmofur đã được biết là gây ra bệnh não chất trắng, đặc trưng bởi tổn thương tiến triển đối với chất trắng trong não với triệu chứng giống như đột quỵ.
Một thử nghiệm lâm sàng đối với ung thư biểu mô tế bào gan nhỏ đã bị dừng sớm vì 56% bệnh nhân được điều trị có tác dụng phụ không thể chấp nhận. Hơn nữa, việc điều trị không có lợi thế sống sót cho bệnh nhân ung thư giai đoạn 1 và 2. Đây có thể là một lý do tại sao carmofur không bao giờ được theo đuổi để được FDA chấp thuận ở Mỹ.

## Tổng hợp hóa học
Ozaki và cộng sự. đã báo cáo tổng hợp carmofur bằng cách xử lý 5-FU với phosgene và hexylamine. Xiong và cs. báo cáo một cách tiếp cận khác để tổng hợp carmofur. Các chế phẩm và cấu trúc hóa học có thể được tìm thấy ở đây.